# Renato Profuturo Frigerido
Renato Profuturo Frigerido (latino: Renatus Profuturus Frigeridus; fl. V secolo) è stato uno storico dell'Impero romano di lingua latina, la cui opera è giunta solo attraverso alcuni frammenti.

## Biografia
Non è noto nulla della vita di Frigerido; si ritiene che fosse un ufficiale civile o militare.

## Opere
Scrisse una storia in lingua latina, in almeno dodici libri. L'opera non si è conservata, ma alcuni frammenti furono inclusi nell'opera di Gregorio di Tours (VI secolo), che lo considerò importante, insieme alla Storia di Sulpicio Alessandro, come fonte per l'iniziale storia dei Franchi, in particolare nella parte occidentale dell'Impero romano.
La prima citazione di Frigerido riguarda i regni di Costantino III e Giovino (410); nel dodicesimo libro raccontò dell'ascesa al trono di Valentiniano III e l'usurpazione di Giovanni (425); se, poi, la descrizione della morte di Flavio Ezio contenuta nell'opera di Gregorio è sua, l'opera di Frigerido arrivava almeno fino al 454.